# Gulfläckig praktbagge
Gulfläckig praktbagge (Buprestis novemmaculata) är en skalbaggsart som beskrevs av Carl von Linné 1767. Gulfläckig praktbagge ingår i släktet Buprestis, och familjen praktbaggar. Enligt den finländska rödlistan är arten sårbar i Finland. Enligt den svenska rödlistan är arten sårbar i Sverige. Arten förekommer på Gotland och Götaland samt tillfälligtvis även i Övre Norrland. Arten har tidigare förekommit i Svealand men är numera lokalt utdöd. Artens livsmiljö är moskogsbrandfält.

## Bildgalleri

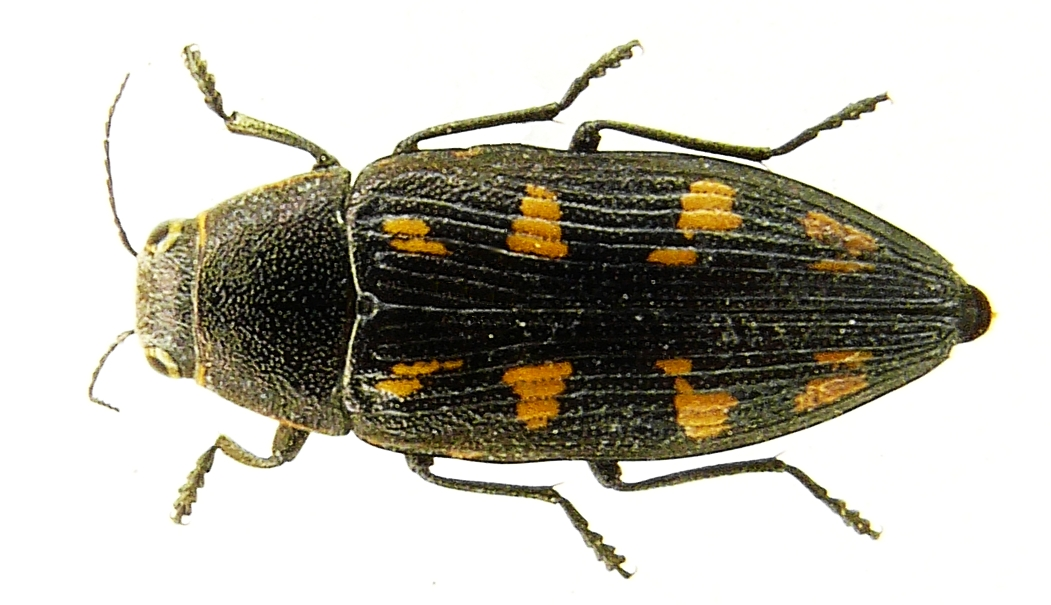
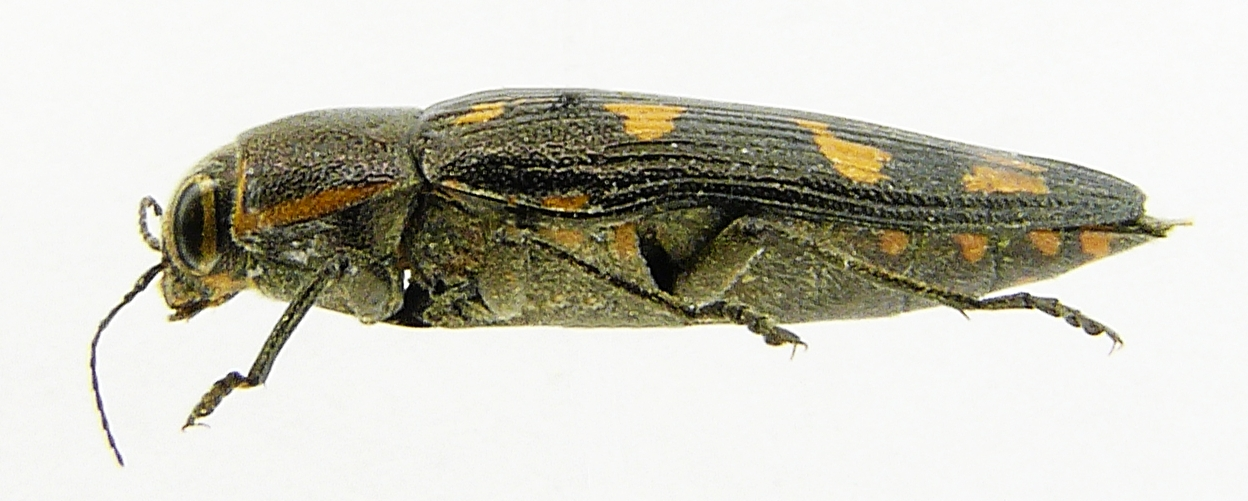
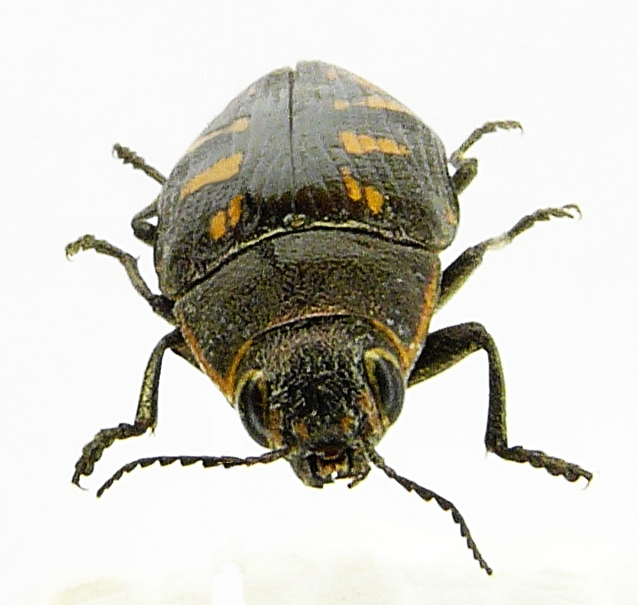